# Pyrzyce (przystanek kolejowy)
Pyrzyce – nieczynny przystanek kolejowy, a dawniej stacja węzłowa w Pyrzycach w województwie zachodniopomorskim, w Polsce. 
Stacja w Pyrzycach powstała wraz z budową linii ze Stargardu do Kostrzyna, którą oddano do użytku 31 sierpnia 1882. Następnie 22 sierpnia 1898 otwarto linię do Płońska, a sześć dni później trasę do Sobieradza i dalej do Gryfina. Jako ostatnią 8 stycznia 1899 oddano do użytku linię do Godkowa. Jako pierwszą dla ruchu pasażerskiego zamknięto w 1954 linię do Płońska, następnie w 1992 do Godkowa, w 1996 do Gryfina, w 2000 do Głazowa. Jako ostatnią w 2004 zamknięto trasę do Stargardu.